# 147421 Gárdonyi
(147421) Gárdonyi, denumire internațională (147421) Gardonyi, este un asteroid din centura principală de asteroizi.

## Descriere
147421 Gárdonyi este un asteroid din centura principală de asteroizi. A fost descoperit pe 1 aprilie 2003 la Piszkesteto de Krisztián Sárneczky. Asteroidul prezintă o orbită caracterizată de o semiaxă mare de 2,91 ua, o excentricitate de 0,07 și o înclinație de 7,0° în raport cu ecliptica.